# Giuseppe Maranini
Giuseppe Maranini (Genova, 16 aprile 1902 – Firenze, 25 giugno 1969) è stato un giurista, politico e pubblicista italiano il cui itinerario intellettuale ha percorso le tappe più significative della storia costituzionale d'Italia.

## Formazione
Figlio di Paolo Maranini, giornalista de Il Popolo, il foglio irredentista che Cesare Battisti aveva fondato a Trento e di Rina Melli, fondatrice della prima rivista socialista femminile Eva, Giuseppe inizia giovanissimo, mentre frequentava ancora l'Università di Pavia, a lavorare presso Il Secolo di Milano, allora diretto da Mario Missiroli.

## La carriera negli anni Venti e Trenta
Si laurea in giurisprudenza con una tesi dal titolo Le origini dello Statuto Albertino, che viene pubblicata con la prefazione dell'insigne storico del diritto Arrigo Solmi. I suoi studi sulla Costituzione della Repubblica di Venezia gli valgono l'ingresso come docente all'Università di Perugia (1928). Si sposa con Elda Bossi, con cui è fidanzato dal 1918.
Durante la sua attività accademica continua a pubblicare opere sui sistemi costituzionali molto avanzate per l'epoca e che rompono gli schemi storiografici convenzionali. Nel 1933, poco più che trentenne, diventa professore ordinario.

Con l'emanazione delle leggi razziali Maranini corre il rischio di essere sospeso dall'insegnamento in quanto figlio di madre ebrea. Ma la sua carriera non subisce intoppi: chiede e ottiene, anzi, di andare a insegnare nel 1940 all'Università di Firenze come titolare della cattedra di Diritto internazionale nella Facoltà di Scienze politiche "Cesare Alfieri". Nella città toscana Maranini riprende con vigore  l'attività giornalistica, che affianca alla sua professione di studioso e accademico. Pubblica i suoi articoli sul periodico L'Arno, una testata locale che rileva diventandone finanziatore, stampatore e redattore.

## La carriera nel dopoguerra
Nel dopoguerra Maranini intensifica la sua attività giornalistica: inizia a scrivere articoli di politica costituzionale per Il Resto del Carlino e La Nazione. Nei primi anni '50 Maranini diventa editorialista del Corriere della Sera. Fa parte del gruppo di amici e colleghi da cui poi prenderà forma Cronache dal mondo.

Sulle pagine dei giornali Maranini inizia a condurre una serrata campagna contro la sovranità effettiva dei partiti politici e a favore di un governo responsabile investito direttamente dal popolo. Il suo modello istituzionale di riferimento è senza dubbio quello inglese, fondato su una chiara separazione dei poteri. 

Nel 1949, anno in cui è nominato preside della Facoltà di Scienze politiche "Cesare Alfieri" (lo rimarrà sino al 1968), Maranini conia un termine che conoscerà un'enorme diffusione: partitocrazia.
Il termine è contenuto nel titolo del suo discorso all'inaugurazione dell'Anno accademico 1949/50 dell'ateneo fiorentino: Governo parlamentare e partitocrazia.

## L'attività politica
Nel 1965 Maranini fonda un movimento chiamato Alleanza costituzionale. Un gruppo di pressione composto da insigni studiosi e parlamentari con lo scopo di proporre modifiche alla costituzione repubblicana in direzione di una maggiore separazione dei poteri e nella modifica della legge elettorale in senso maggioritario. Tra i firmatari i nomi più noti oggi sono quelli dei costituzionalisti Vezio Crisafulli e Pietro Rescigno, del politico Giuseppe Pella, di Paolo Rossi, filosofo e storico della scienza, e di Salvatore Valitutti.

## Opere
- Le origini dello Statuto albertino, Firenze, Vallecchi, 1926.
- La Costituzione di Venezia

I, Dalle origini alla serrata del Maggior Consiglio, Venezia, La Nuova Italia, 1927.
II, Dopo la serrata del Maggior Consiglio, Venezia-Perugia-Firenze, La Nuova Italia, 1931.
- La divisione dei poteri e la riforma costituzionale Venezia, La Nuova Italia, 1928.
- Classe e stato nella Rivoluzione francese, Perugia, Regia Università degli studi, 1935.
- La rivoluzione fascista nel diritto e nell'economia. Elementi di diritto e di economia per le scuole medie superiori e per le persone colte con un'appendice di letture, Firenze, Ofiria, 1937.
- Organizzare la libertà. Il problema della democrazia socialista, Roma, Tempo nostro, 1945.
- Utopia dopo la rivoluzione, Roma, Tempo nostro, 1945. [scritto romanzato ambientato nel 2227 per eludere il "pericolo poliziesco"]
- Socialismo, non stalinismo, Firenze, All'insegna di Alvernia, 1949.[raccoglie gli articoli apparsi su "L'Arno"]
- Miti e realtà della democrazia, Milano, Edizioni di Comunità, 1958.
- La Costituzione che dobbiamo salvare, Milano, Edizioni di Comunità, 1961.
- Magistrati o funzionari? Atti del Symposium Ordinamento giudiziario e indipendenza della magistratura, a cura di, Milano, Edizioni di Comunità, 1962.
- Le Moniteur universel. La Rivoluzione francese nel Moniteur, a cura di, Milano, Edizioni di Comunità, 1962.
- Il tiranno senza volto, Milano, Bompiani, 1963.
- Giustizia in catene, Milano, Edizioni di Comunità, 1964.
- La regione e il governo locale. Atti del symposium: Problemi della regione e del governo locale, a cura di, 3 voll., Milano, Edizioni di Comunità, 1965.
- La Repubblica, Firenze, Vallecchi, 1965.
- Repubblica e cittadini. Lezione di educazione civica per le scuole medie superiori, Milano, Mursia, 1965.
- La giustizia costituzionale. Atti di una tavola rotonda organizzata in collaborazione con la fondazione A. Olivetti e l'United States Information Service, a cura di, Firenze, Vallecchi, 1966.
- Storia del potere in Italia, 1848-1967, Firenze, Vallecchi, 1967; Firenze, Nuova Guaraldi, 1983.
- Principi generali del diritto e diritto pubblico. Per gli istituti tecnici commerciali e per gli istituti tecnici per periti aziendali e corrispondenti in lingua straniera, con Silvio Basile, Bologna, Zanichelli, 1968.
- Lettere da Fiume alla fidanzata, Milano, Pan, 1973.
- Il mito della costituzione, Roma, Ideazione, 1996. ISBN 88-86812-01-9.
- La costituzione degli Stati Uniti d'America, Soveria Mannelli, Rubbettino, 2003. ISBN 88-498-0643-4.